# فوكس سبورتس 2
فوكس سبورتس 2 (بالإنجليزية: Fox Sports 2)‏ هي قناة تلفزيونية مدفوعة موجهة نحو الرياضة الأمريكية، مملوكة لمجموعة مجموعة فوكس سبورتس ميديا، وهي وحدة تابعة لشركة فوكس.
اعتبارًا من سبتمبر 2018، استقبلت ما يقرب 57.5 مليون أسرة (62.3% من الأسر التي لديها تلفزيون الكابل) بث قناة فوكس سبورتس 2.

## وصلات خارجية
- الموقع الرسمي